# Мајлам (Тексас)
Мајлам (енгл. Milam) насељено је место без административног статуса у америчкој савезној држави Тексас.

## Демографија
По попису из 2010. године број становника је 1.480, што је 151 (11,4%) становника више него 2000. године.
| Група             | 2000.         | 2010.         |
| Белци             | 1.198 (90,1%) | 1.320 (89,2%) |
| Афроамериканци    | 94 (7,1%)     | 75 (5,1%)     |
| Азијати           | 5 (0,4%)      | 8 (0,5%)      |
| Хиспаноамериканци | 18 (1,4%)     | 40 (2,7%)     |
| Укупно            | 1.329         | 1.480         |